# Turistická značená trasa 8855
 Turistická značená trasa 8855 je žlutá značka ve Vysokých Tatrách na Slovensku určená pro pěší turistiku, která vede ze Štôly k Batizovskému plesu na Tatranské magistrále. Ze Štôly vede souběžně se zelenou turistickou značkou 5806 do Nižných Hágů a s cyklotrasou 8858 až na křižovatku se silnicí ve Vyšných Hágách. V horní části vede půl kilometru souběžně s Tatranskou magistrálou.

## Přístupnost
Přístup veřejnosti je možný po celý rok pouze ze Štôly do Vyšných Hágů, výše je značka přístupná jen v letním období od 16. června do 31. října.

## Popis trasy
| vzdálenost km | čas hod        | nadmořská výška | místo                    | souběžné trasy       | navazující trasy      | směr navazujících tras                |
| ------------- | -------------- | --------------- | ------------------------ | -------------------- | --------------------- | ------------------------------------- |
| 0,0           | 0:00           | 845             | Štôla                    | 5806 cyklotrasa 8858 | II/539                | ↑Vyšné Hágy                           |
| 0,0           | 0:00           | 845             | Štôla                    | 5806 cyklotrasa 8858 | II/539                | ↓Mengusovce                           |
| 0,0           | 0:00           | 845             | Štôla                    | 5806 cyklotrasa 8858 | cyklotrasa 8858       | ↑Nová Polianka                        |
| 0,1           | —              | 845             | Háganský potok           | 5806 cyklotrasa 8858 |                       |                                       |
| 0,5           | —              | 865             | Malý Šum                 | 5806 cyklotrasa 8858 |                       |                                       |
| 0,8           | —              | 880             | Malý Šum                 | 5806 cyklotrasa 8858 |                       |                                       |
| 1,4           | 0:25           | 905             | Nižné Hágy               | 5806 cyklotrasa 8858 | 5806                  | ↑Nová Polianka                        |
| 3,8           |                | 1 075           | Vyšné Hágy (silnice)     | cyklotrasa 8858      | II/537 cyklotrasa 007 | ↑Štrbské Pleso                        |
| 3,8           | ↓Nová Polianka | 1 075           | Vyšné Hágy (silnice)     | cyklotrasa 8858      | II/537 cyklotrasa 007 |                                       |
| 4,0           | 1:15           | 1 100           | Vyšné Hágy (nádraží TEŽ) |                      | TEŽ 183               | ↑Popradské Pleso                      |
| 4,0           | 1:15           | 1 100           | Vyšné Hágy (nádraží TEŽ) | ↓Nová Polianka       | TEŽ 183               |                                       |
| 4,15          | —              | 1 095           | Malý Šum                 |                      |                       |                                       |
| 4,3           |                | 1 100           | železniční přejezd (TEŽ) |                      | TEŽ 183               | ↑Popradské Pleso                      |
| 4,3           | ↓Vyšné Hágy    | 1 100           | železniční přejezd (TEŽ) |                      | TEŽ 183               |                                       |
| —             | —              | 1 560           | Malý Šum                 |                      |                       |                                       |
| 8,7           | 3:40           | 1 890           | odbočka na Vyšné Hágy    | 0930                 | 0930                  | ↑sedlo pod Ostrvou / ↓Popradské pleso |
| 9,2           | 3:50           | 1 884           | odbočka na Vyšné Hágy    | 0930                 | 0930                  | ↓Sliezsky dom                         |